# 47.º distrito congresional de California
El 47.º distrito congresional es un distrito congresional que elige a un Representante para la Cámara de Representantes de los Estados Unidos por el estado de California. Según la Oficina del Censo, en 2011 el distrito tenía una población de 627 175 habitantes. Actualmente el distrito está representado por el Demócrata Alan Lowenthal.

## Geografía
El 47.º distrito congresional se encuentra ubicado en las coordenadas 33°22′04″N 118°28′52″O / 33.3676425, -118.4810428.

## Demografía
Según la Oficina del Censo de los Estados Unidos, en 2011 había 627 175 personas residiendo en el 47.º distrito congresional. De los 627 175 habitantes, el distrito estaba compuesto por 293 632 (46.8%) blancos; de esos, 284 167 (45.3%) eran blancos no latinos o hispanos. Además 9 356 (1.5%) eran afroamericanos o negros, 3 126 (0.5%) eran nativos de Alaska o amerindios, 106 152 (16.9%) eran asiáticos, 2 903 (0.5%) eran nativos de Hawái o isleños del Pacífico, 210 227 (33.5%) eran de otras razas y 11 244 (1.8%) pertenecían a dos o más razas. Del total de la población 426 243 (68%) eran hispanos o latinos de cualquier raza; 389 976 (62.2%) eran de ascendencia mexicana, 1 794 (0.3%) puertorriqueña y 1 563 (0.2%) cubana. Además del inglés, 3 926 (61.4%) personas mayor a cinco años de edad hablaban español perfectamente.
El número total de hogares en el distrito era de 151 993 y el 80.5% eran familias en la cual el 46 tenían menores de 18 años de edad viviendo con ellos. De todas las familias viviendo en el distrito, solamente el 54.1% eran matrimonios. Del total de hogares en el distrito, el 7 eran parejas que no estaban casadas, mientras que el 0.3% eran parejas del mismo sexo. El promedio de personas por hogar era de 4.07. 
En 2011 los ingresos medios por hogar en el distrito congresional eran de US$49 013, y los ingresos medios por familia eran de US$60 890. Los hogares que no formaban una familia tenían unos ingresos de US$29 161. El salario promedio de tiempo completo para los hombres era de US$31 056 frente a los US$28 435 para las mujeres. La renta per cápita para el distrito era de US$15 939. Alrededor del 18.3% de la población estaban por debajo del umbral de pobreza.